# Gieves & Hawkes
Gieves & Hawkes là một nhà may bespoke và bán lẻ quần áo nam giới đặt tại số 1 phố Savile Row của Luân Đôn, nước Anh. Được thành lập vào năm 1771. Nó được bán cho tập đoàn thời trang Hồng Kông Trinity vào năm 2012. Sau đó Trinity là một trong số nhiều công ty gặp rắc rối sau khi bị Tập đoàn dệt may Shandong Ruyi của Trung Quốc mua lại, tiếp quản vào năm 2017. Gieves & Hawkes được mua lại vào tháng 11 năm 2022 bởi Tập đoàn Frasers.
Công ty nắm giữ 3 trong số Royal Warrant được hoàng gia bảo trợ cũng như may đo trang phục quân sự. Gieves & Hawkes là một trong những công ty may đo lâu đời nhất trên thế giới.

## Lịch sử
Hoạt động kinh doanh của Gieves & Hawkes ban đầu dựa trên việc phục vụ nhu cầu trang phục quân sự và Hải quân Hoàng gia bằng việc liên kết với Vương thất Anh. Ban đầu, có hai cửa hàng may của Thomas Hawkes và James Gieve. 

### Thomas Hawkes
Sau khi đến Luân Đôn vào năm 1760, Thomas Hawkes đã thành lập cửa hàng đầu tiên của mình vào năm 1771 trên phố Brewer, với tư cách là một nhà sản xuất mũ nhung bán cho các quý ông. Khách hàng chính của ông bao gồm chỉ huy của Quân đội Anh, thông qua đó Vua Georgie Đệ tam trở thành khách hàng. Ông đã mở rộng hoạt động bán lẻ của mình bằng cách chuyển đến số 17 (sau này là số 14) Piccadilly vào năm 1793.
Năm 1809 ông phát triển thương hiệu thông qua Royal Warrant dưới sự bảo trợ bởi của hoàng gia Anh.
Sau khi ông chết, các doanh nghiệp tiếp tục với tên Hawkes & Co. Henry Thomas White tiếp quản vào năm 1860, nó đã trở thành một nhà may quân phục. Vào những năm 1920, trở thành một trong những cơ sở bespoke đầu tiên trên phố Savile Row cung cấp các trang phục may sẳn dưới nhãn hiệu Immediate Wear

### James Gieve
Năm 1835, khi đó James Watson Gieve 15 tuổi đã được thuê bởi Augustus Meredith, người sở hữu một tiệm may ở Portsmouth nơi ông trở nên nổi tiếng với đồng phục quân đội. Ông ta đã chế tạo ra bộ đồng phục mà Đô đốc Horatio Nelson mặc khi anh ta bị giết trong trận chiến Trafalgar.
Năm 1841, việc kinh doanh được bán cho Joseph Galt và James Gieve tham gia với tư cách là đối tác 11 năm sau đó. Cuối cùng, James Gieve nắm quyền kiểm soát vào năm 1887 và thành lập Gief & Co. Ông qua đời chỉ một năm sau đó và hai con trai của ông, James W. Gieve & John Gieve, tiếp quản công việc kinh doanh.
Đến năm 1900, Gief & Co. trở thành nhà may theo đặt hàng với Hải quân Hoàng gia. Trong thập kỷ tiếp theo, nhà may đã nhận được một số Bảo hành Hoàng gia và thiết lập cơ sở của họ ở hai địa điểm khác nhau trên phố Bond Street.

## Hoạt động

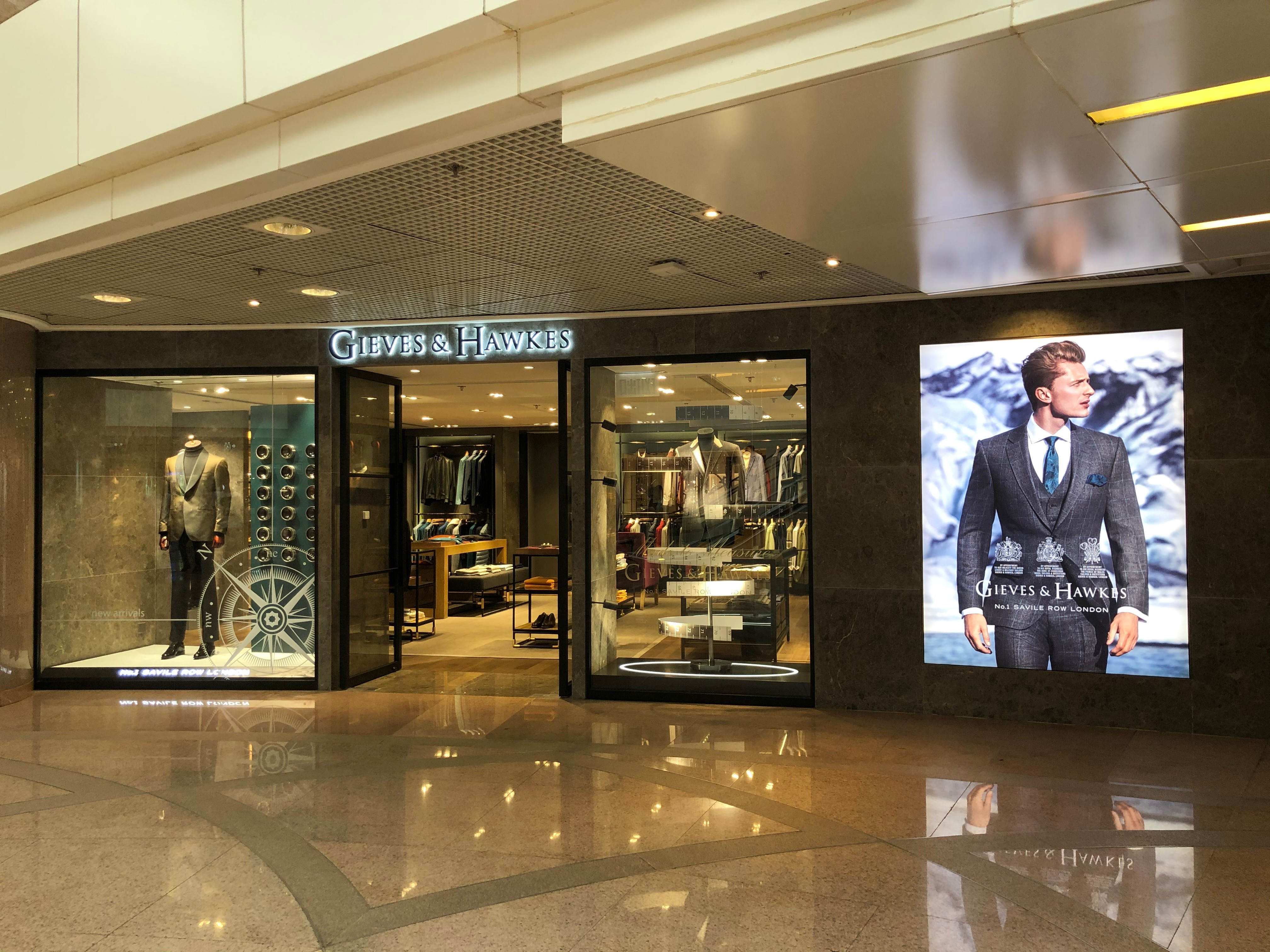
chi nhánh tại Thành phố Cảng, Hồng Kông

Vào năm 2002, công ty được bán cho USL Holdings Ltd, là nhà phát triển bất động sản và nhà sản xuất hàng may mặc có trụ sở tại Hồng Kông. Vào tháng 5 năm 2012, Gief & Hawkes đã được Trinity Limited mua lại và phân phối thương hiệu Gief & Hawkes tiếp tục mở rộng với 68 cửa hàng trên khắp Vương quốc Anh và Hồng Kông, Trung Quốc và Đài Loan.
Vào tháng 6 năm 2009, Gieves & Hawkes đã bắt đầu một quan hệ đối tác mới với British Formula One đội Brawn GP, cung cấp trang phục chính thức cho đội đua xe thể thức F1.
Vào tháng 10 năm 2011, Gief & Hawkes đã tài trợ cho Cuộc đua ngựa Scott-Amundsen do 6 binh sĩ phục vụ trong Quân đội Anh tiến hành, với tất cả số tiền thu được thuộc về Quân đoàn Hoàng gia Anh.

## Hoàng gia bảo trợ
Gieves trở thành nhà cung cấp nổi tiếng của Hải quân Hoàng gia Anh và nhà may Hawkes của Quân lực Hoàng gia Anh, với chứng quyền Royal Warrant đầu tiên được trao vào năm 1799.

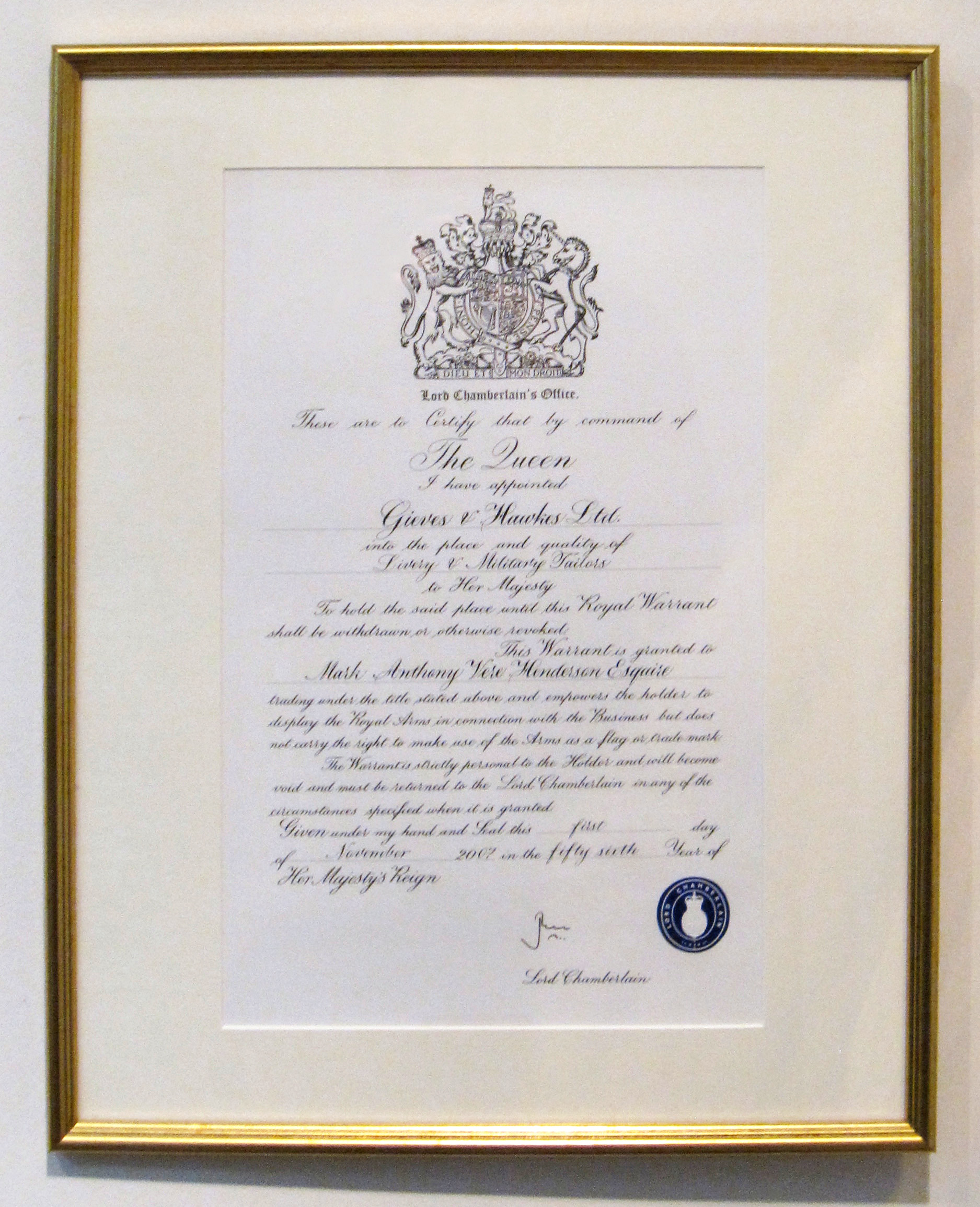
Chứng quyền Royal Warrant trong cửa hàng Gieves & Hawkes tại Savile Row

Hiện tại công ty Gieves & Hawkes nắm giữ cả ba chứng quyền được Hoàng gia Anh bảo trợ bao gồm Nữ vương Elizabeth, Công tước xứ Edinburgh và Thân vương xứ Wales.

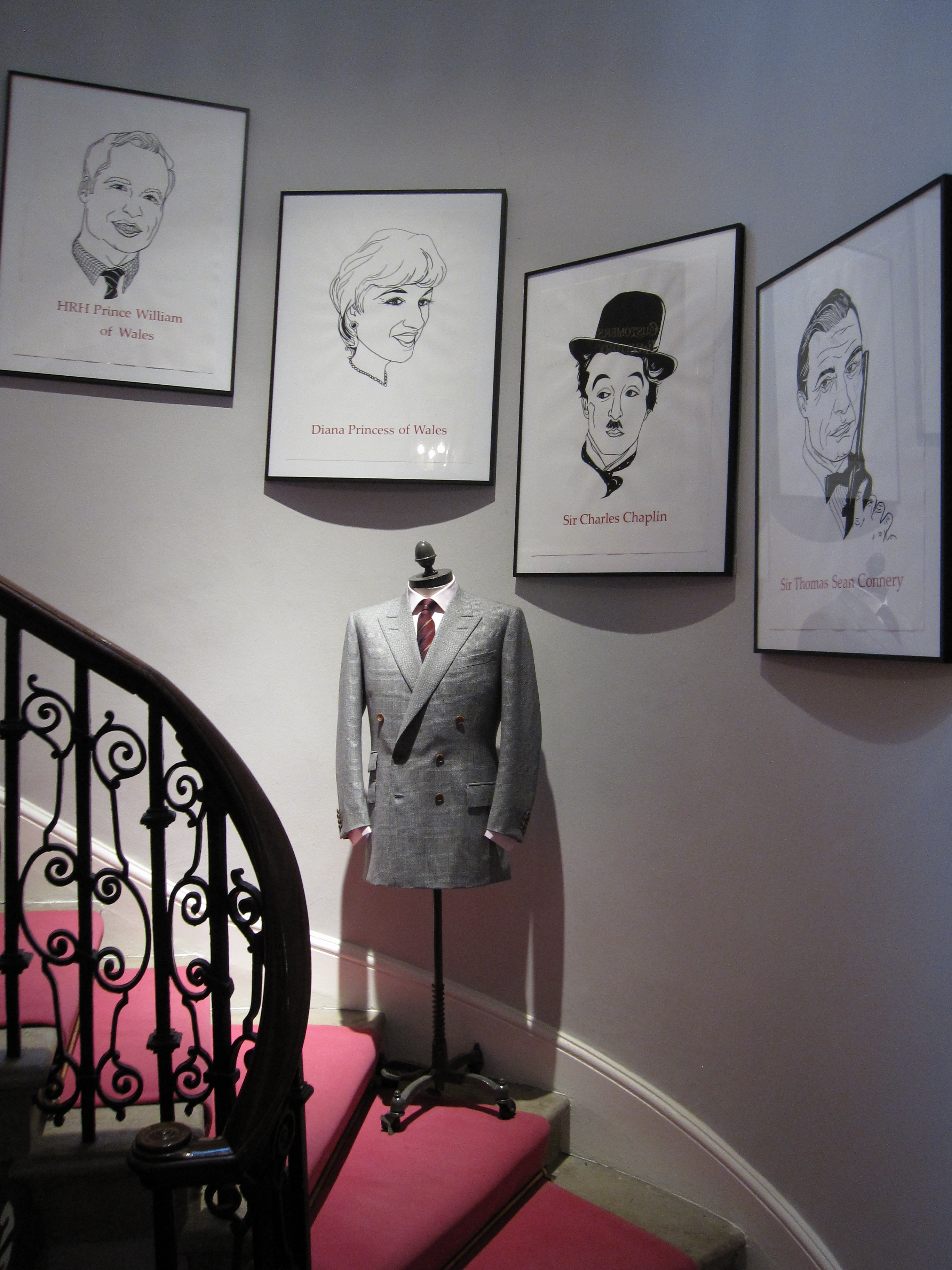
Bản vẽ một số khách hàng của Gief & Hawkes trên Savile Row, như Hoàng tử William, Công nương Diana, Charlie Chaplin và Sean Connery.